# Cancelarul (roman)
Cancelarul (în franceză Le „Chancellor”) este un roman al lui Jules Verne, scris în perioada 1870–1874. Romanul a apărut pentru prima dată în 1874 sub formă de foileton în Le Temps, apoi sub forma unei cărți ilustrate de Édouard Riou în 1875.
Romanul - unul dintre cele mai puțin cunoscute ale lui Jules Verne - este în același timp un roman de aventuri maritime și unul inițiatic, inspirat în principal de episodul naufragiului fregatei franceze Meduza, survenit în 1816. Este de remarcat faptul că, spre deosebire de alte opere ale autorului, aceasta nu conține deloc pasaje didactice.

## Rezumat
Nava britanică Cancelarul pleacă din Charleston, Carolina de Sud având opt pasageri la bord, 20 de membri ai echipajului și 1.700 de baloturi de bumbac. Destinația ei este Marea Britanie dar, spre nedumerirea echipajului, căpitanul o poartă spre sud, în zona Mării Caraibilor. Curând, în cală izbucnește un incendiu în mijlocul încărcăturii de bumbac. Echipajul nu reușește să stingă incendiul, care smenință să cuprindă toată nava și, curând, se dovedește că ruta misterioasă urmată se datorează pierderii facultăților mintale ale căpitanului.
Secundul preia conducerea vasului, dar acesta este victima uraganelor care bântuie Marea Caraibelor și eșuează pe un recif. Deși echipajul reușește să-l repună pe linia de plutire, vasul nu mai poate face față călătoriei pe mare, deși secundul încearcă să-l forțeze spre cel mai apropiat țărm, costa Guyanei Olandeze din America de Sud. În cele din urmă, toți cei de la bord se văd nevoiți să părăsească la bordul unei plute vasul care se scufundă.
Urmează o călătorie foarte grea pe o mare pe care se succedează căldurile excesive cu furtunile violente. Curând, oamenii rămân fără apă și mâncare, fiind nevoiți să pescuiască, să bea apă de ploaie sau, cel mai îngrozitor, să se dedea la acte de canibalism. Mulți dintre ei clachează în fața acestor încercări extreme, care nu îi aduce în apropierea vreunui pământ sau a vreunei corăbii. După patru luni de pregrinări pe mare, când orice speranță era pierdută, pluta ajunge la gura de vărsare a Amazonului, iar puținii supraviețuitori sunt salvați de localnici.

### Capitolele romanului
Romanul este scris sub forma unui jurnal ținut de unul dintre călători, J. R. Kazallon. Prin urmare, titlurile capitolelor marchează ziua fiecărei însemnări, întocmai ca în cazul unui jurnal.
| - I. - Charleston 27 septembrie 1869 - II. - 28 septembrie - III. - 29 septembrie - IV. - Din 30 septembrie până în 6 octombrie - V. - 7 octombrie - VI. - De pe 8 pe 13 octombrie - VII. - 14 octombrie - VIII. - Din 15 pe 18 octombrie - IX. - 19 octombrie - X. - 20 și 21 octombrie - XI. - Urmare din 21 octombrie - XII. - 22 și 23 octombrie - XIII. - Din 24 până pe 29 octombrie - XIV. - În noaptea de 29 octombrie - XV. - Continuarea nopții din 29 octombrie - XVI. - 30 octombrie - XVII. - Urmare din 30 octombrie - XVIII. - Din 31 octombrie pe 5 noiembrie - XIX. - De pe 6 pe 15 noiembrie | - XX. - 15-20 noiembrie - XXI. - Din 21 în 23 noiembrie - XXII. - Din 24 noiembrie în 1 decembrie - XXIII. - Din 2 în 3 decembrie - XXIV. - 4 decembrie - XXV. - Noaptea dintre 4 și 5 decembrie - XXVI. - 5 decembrie - XXVII. - 6 decembrie - XXVIII. - Urmare din 6 decembrie - XXIX. - 7 decembrie - XXX. - Urmare din 7 decembrie - XXXI. - Urmare din 7 decembrie - XXXII. - De pe 8 pe 17 decembrie - XXXIII. - De pe 18 pe 20 decembrie - XXXIV. - 21 decembrie - XXXV. - Noaptea dintre 21 și 22 decembrie - XXXVI. - 22 decembrie - XXXVII. - Din 23 în 30 decembrie - XXXVIII. - De pe 1 pe 5 ianuarie | - XXXIX. - 5 și 6 ianuarie - XL. - 7 ianuarie - XLI. - 8 ianuarie - XLII. - Din 9 în 10 ianuarie - XLIII. - Din 11 în 14 ianuarie - XLIV. - 15 ianuarie - XLV. - 16 ianuarie - XLVI. - 17 ianuarie - XLVII. - 18 ianuarie - XLVIII. - 19 ianuarie - XLIX. - Din 20 până pe 22 ianuarie - L. - 22 și 23 ianuarie - LI. - 24 ianuarie - LII. - 25 ianuarie - LIII. - 26 ianuarie - LIV. - Urmare din 26 ianuarie - LV. - 27 ianuarie - LVI. - Continuare din 27 ianuarie - LVII. - Urmare din 27 ianuarie |

## Romanul: metaforă a timpurilor sale?

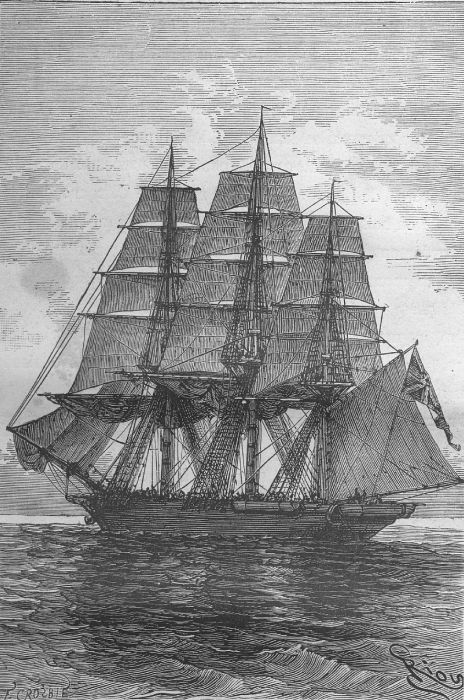
Ilustraţie de Édouard Riou

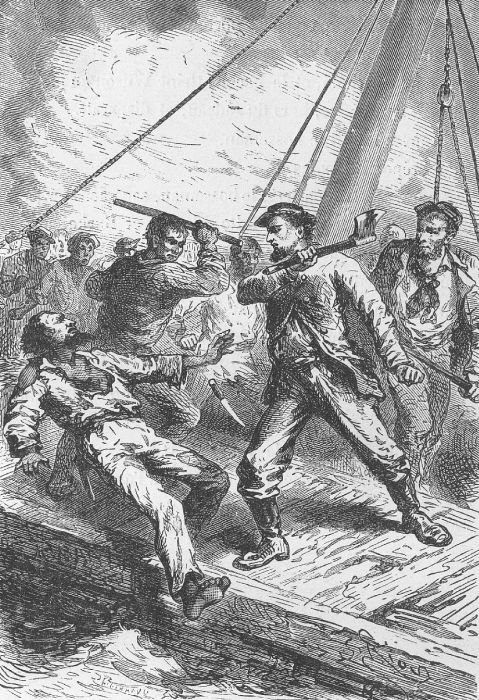

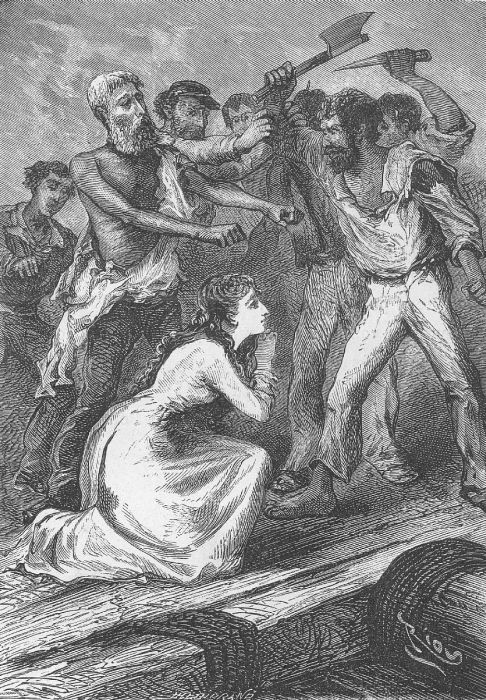
Lupta pe plută

Când a terminat romanul, Jules Verne și-a anunțat editorul: "Vă voi aduce un volum de un realism înfricoșător. Cred că pluta Meduzei nu a avut un efect așa teribil". Romanul respectă formula obișnuită a lui Jules Verne: o intrigă cu răsturnări de situație, personaje în același timp serioase și comice, precum și situații care furnizează pretextul unor digresiuni științifice. Aici, acțiunea se reduce la o mână de naufragiați izolați. Didacticismul geografic al primelor romane devine imposibil deoarece supraviețuitorii nu știu unde se află, nici încotro se îndreaptă. Natura nu mai constituie un teritoriu de observație plină de încântare, ci o capcană mortală. Departe de a merge din victorie în victorie, protagoniștii cad unul după altul în brațele nebuniei, barbariei și morții. Finalul fericit lasă un gust amar, deoarece doar providența îi salvează pe ultimii supraviețuitori ai decăderii umane. Jules Verne, care-și obișnuise cititorii cu viziunea optimistă a progresului aflat în mâinile unei omeniri prometeice, descrie aici oameni aflați în plin regres spre barbarie. Publicul obișnuit nu a gustat această abordare, iar vânzările Cancelarului au fost slabe.
Totuși, în cazul acestui roman, Verne a fost un inovator, deoarece a ales să-i dea poveștii forma unui jurnal intim, similar unui jurnal de bord. Această modalitate de a da unui roman o formă non-romanțată menită să-i sporească credibilitatea nu este nouă, ea fiind folosită deja în cazul falselor corespondențe din romanele epistolare, autobiografiile false din romanul picaresque sau cel de aventuri (la fel cum a procedat Daniel Defoe în Robinson Crusoe), manuscrisele false pretins regăsite și publicate de naratorii romanului gotic sau confesiunile false adunate de un narator meticulos (cum e cazul romanului Frankenstein de Mary Shelley). Ceea ce deosebește romanul lui Jules Verne de cele menționate anterior este nararea evenimentelor la prezent. În epoca lui Jules Verne, timpul folosit cu precădere în narațiuni era perfectul simplu. Dacă prezentul a fost folosit în vreuna dintre scrierile anterioare, cum e cazul Cântecului lui Roland, William Butcher observă că "până la proba contrarie, Jules Verne are onoarea de a fi primul care a exploatat această formă pe tot parcursul romanului". Acest truc ține de dorința lui Jules Verne de a face cititorul să trăiască, prin ochii și spiritul naratorului, situația omului ale cărui valori se năruie sub cerința imperioasă a supraviețuirii și pe care circumstanțele îl împing într-o stare de barbarie care, cu puțin timp înainte, îl oripila. Folosirea prezentului contribuie la realismul teribil pe care Jules Verne îl compară cu cel al lui Géricault, cel care a pictat Pluta Meduzei - tabloul care făcuse senzație cu ocazia vernisajului din 1819 și împărțise criticii. Trecând de la poveste la discurs, Jules Verne abandonează forma istoriilor extraordinare care îi aduseseră succesul, pentru a scrie un lung monolog dramatic asupra societății și a oamenilor.
La data începerii redactării Cancelarului, în 1870, Franța se afla încă sub șocul războiului cu Prusia. Amărăciunea unei înfrângeri imputate unui înalt comandant militar, umilința produsă de tratatul de pace de la Francfort, eșecul comunei din Paris și baia de sânge fratricidă care i-a pus capăt, sfârșitul celui de-Al Doilea Imperiu Francez și incertitudinea prezentului afectaseră serios optimismul anilor '50 și '60. "De o parte nebuni furioși, [...] barbari, de cealaltă burghezi egoiști, indiferenți", scria Jules Hetzel într-o scrisoare. Făcând o paralelă între naufragiul Cancelarului și cel al utopiei saint-simoniene, Jean-Paul Dekiss vede în roman o metaforă a timpurilor sale și găsește ingredientele a ceea ce Zola avea să numească ulterior La Débâcle: același faliment al elitelor conducătoare care antrenează tot grupul în derivă, aceeași indiferență și același egoism al comandantului și al burgheziei, Ruby și Kear, aceleași exemple de barbarie în rândul oamenilor, ilustrate de matelotul Owen și bucătarul Jynxtrop.

## Teme abordate în cadrul romanului
- lupta pentru supraviețuire într-un mediu ostil
- degradarea umană în fața condițiilor extreme

## Lista personajelor

### Pasagerii
- J.R. Kazallon - naratorul.
- Dl. Kear - un american din Buffalo, este un om bogat și încrezut, are aproximativ 50 de ani iar averile sale implică industria petrolieră. Lăsându-și în urmă soția, el fuge de pe navă cu o balenieră în noaptea de 5 decembrie și nu mai este văzut niciodată (probabil mort având în vedere furtunile puternice din dimineața următoare).
- D-na Kear - soția lui.
- D-ra Herbey - o tânără englezoaică angajată ca menajeră a d-nei Kear.
- Dl. Letourneur - un francez rămas văduv, a cărui singură preocupare în viață este bunăstarea fiului său.
- André Letourneur - fiul lui, afectat de un handicap la unul dintre picioare
- William Falsten - un inginer de 45 de ani, englez din Manchester, care petrece o mare parte din timpul său la bordul navei cufundat în calcule mecanice. El este unul dintre cei unsprezece supraviețuitori.
- John Ruby - un comerciant galez originar din Cardiff, al cărui unic scop în viață pare să fie urmărirea profitului. El își pierde sănătatea după ce află de izbucnirea focului în cala navei și-și dă seama că cei treizeci de funți de picrat de potasiu (explozibil pe care chiar el l-a adus la bordul navei) ar putea detona în orice moment. Moare pe 29 octombrie din cauza arsurilor, după ce a pătruns în cala plină de flăcări.

### Echipajul
- John Silas Huntly - un scoțian de aproximativ 50 de ani din Dundee, căpitan al navei până la demisia sa de pe 23 octombrie. Fuge de pe navă într-o balenieră în noaptea de 5 decembrie și nu mai este văzut niciodată (probabil mort).
- Robert Curtis - secundul de pe navă, căruia John Silas Huntly îi încredințează postul de căpitan pe 23 octombrie. De atunci devine un adevărat lider și va fi unul dintre supraviețuitorii evenimentelor.
- Lt. Walter
- Șeful de echipaj
- Hobart - fost administrator al navei. În ziua de 18 ianuarie se sinucide și câțiva marinari se hrănesc din trupul său. Kazallon, d-ra Herbey, dl. Letourneur și André nu iau parte la actul de canibalism și e posibil ca nici Curtis. Rămășițele sale sunt aruncate peste bord pe 19 ianuarie, probabil de către André.
- Jynxstrop - bucătarul navei, se aruncă între rechini într-un acces de nebunie provocat de foametea și setea prelungită.
- Owen - un marinar reclacitrant, care pune de mai multe ori în discuție autoritatea lui Curtis. Moare după ce bea apă otrăvită dintr-un butoi.

## Traduceri în limba română
- perioada interbelică - Însemnările călătorului pe mări J. R. Kazallon[6]
- 2004 - Supraviețuitorii "Cancelarului", Ed. Corint, traducere Oana Uță, 184 pag., ISBN 973-653-506-1
- 2011 - Cancelarul, Ed. ErcPress, Colecția "Jules Verne", vol 13, traducere Cristian Starcu, 208 pag., ISBN 978-606-602-041-1